# 우면산터널
우면산터널(牛眠山 Tunnel)은 우면산로와 반포대로를 잇는 우면산로 상의 터널이다. 민자 사업으로 개통되어 우면산인프라웨이가 30년간 관리한다. 연장은 양방향 모두 1,718m, 폭은 9.5m(유효폭 6.7m)이며 높이는 5m이다.

## 역사
- 1997년 12월: 착공
- 2003년 10월 23일: 개통할 예정이었으나 소음 문제로 인하여 연기
- 2004년 1월 6일: 개통과 함께 통행료 징수 개시[2]
- 2005년 3월 17일: 통행료 수납 기간을 2023년 1월 25일에서 2034년 1월 6일까지로 변경[3]
- 2011년 12월 17일: 통행료를 2,000원에서 2,500원으로 인상[4]
- 2017년 3월 1일：요금소에 하이패스를 설치하였다.[5]

## 우면산 터널 특혜 논란

#### 발단
2011.12월 강희용 서울시의원은 시정질문을 통해 매쿼리 인프라투자가 지분을 인수한 우면산터널의 협약이 민간 사업자에게 유리한 쪽으로 변경되었다는 특혜의혹을 제기한다.  운영기간은 19년에서 30년으로. 운영비용은 1059억에서 1507억으로 상향조정됨에 따라 협약통행료 수입이 3796억원이 늘었다는 주장이다.   이에 대해 서울시는 MRG를 5% 낮추고 1일 협약 교통량을 낮췄기에 특혜가 아니라는 입장이다.   그러나 협약 교통량을 줄였음에도 불구하고 운영비용은 466억을 추가로 보전해준 부분이 문제점으로 지적되었다.   강희용은  이와 관련해  서울시가 민간사업자에 협약 내용을 유리하게 바꾼 시점이 이명박 서울시장과 연관이 있던 점을 비판했다. 2003년 11월 맥쿼리 계열사에 이상득 의원의 아들 이지형씨가 취임하고  12월 맥쿼리한국인프라가 우면산개발의 지분을 매입해 최대주주가 교체되었다.  예상수입에 미달할 시 서울시가 보전해야 하는 MRG를 체결한 경우는 둘인데 지하철 9호선과  우면산 터널이다.  MB 시장때, 우면산터널도 맥쿼리에 ‘퍼주기 계약’   김상철 진보신당  정책기획국장은 “민자사업 운영을 위해 설립한 특수목적회사(SPC)의 경영 현황을 보고서 정부가 수익을 보전해주지만, 정작 대주주들은 대출금 이자수입으로 수익을 얻게 돼 있어 이 회사가 적자를 내도 주주는 이익을 보는 이상한 구조가 만들어졌다”며 비판했다.  우면산 터널측은 회사를 인수한 매쿼리등에게 자본금의 반을 돌려주고 이만큼의 금액을 운영자금으로 다시 빌렸다. 매쿼리인프라와 SH공사가 우면산터널에 빌려준 운영자금은 이율이 20%에 달한다. 회사를 부실화하는 이익은 주주가 챙겼기에 모럴해저드란 비판을 받았다. 한편 서울시는 통행료를 2000원에서 2500원으로 인상했는데, 서울시가 직접 부담하는 재정보조는 줄어들지만 시민의 부담이 가중되는 쪽으로 변화했다.

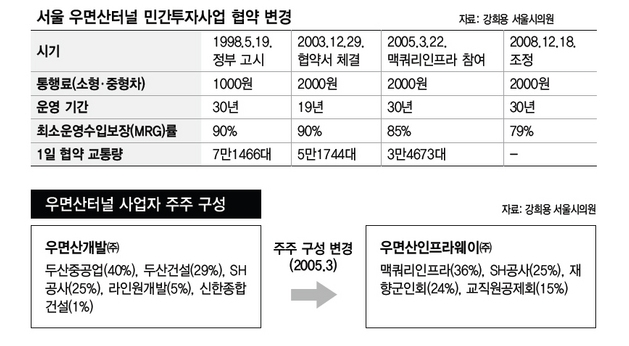

#### 통행량 예측
매쿼리인프라가 두산으로부터 지분을 인수한 시기, 서울시 산하 연구기관인 시정개발연구원(시정연)이 MRG 산출 근거인 예상 통행량을  부풀렸다는 비판이 나왔다.  강희용 서울시 의원은 시정연이 분석했던 용역을 조사한 결과 같은 기관이 조사한 통행량 예측이 두배 이상 차이가 난다고 지적했다. 이에 따라 최소운영수입보장 기준액이 지나치게 높아짐으로서 서울시에 손해를 입혔다는 지적이다.   이에 대해 용역 책임자인 황기연 교수는 당시 통행량 예측치가 민자협상단에서 자체적으로 타당성 검토를 거쳐 만들어낸 것이었고, 시정연은 책임이 없다고 반박한다.   한편, 강희용 시의원측은 잘못된 통행량 예측을 바탕으로 서울시와 시민에 큰 피해를 안긴 시정연 관계자들이 이명박 정부에서 승진한 부분을 밝혔다. 이에 따르면 시정연  백용호 원장은  공정거래위원장, 국세청장을 거쳐 이명박정부 청와대 정책실장으로 승진했으며,연구책임자 황기연 단장은 이명박 대통령 인수위원회 자문위원을 거쳐 국책연구기관인 한국교통연구원 원장을 지냈다.
시정연 ‘우면산터널 교통량 예측’ 04년-11년 2배차이

#### 우면산 터널 재구조화 사업
서울시가 05년 실시협약을 통해 우면산터널에 약속한 사업 이익률은 세후 8.03%로 세전 11.36%에 달한다.   박원순 시장은 부임 후 잘못된 통행량 예측을  특혜의 원인으로 비판하며 투자자 유치를 통한 사업재구조화로 문제를 해결했다.  이에 따라 사업 이익률은 11.36%에서 5.37%로 낮아졌다.  서울시가 재구조화 협상 와중에 지급을 지연한 MRG 금액은 협상이 타결되면서 지급하지 않게 됐다.  서울시는 이로 인해 총 1587억원의 시 재정 절감 효과를 얻을 것으로 전망했다.  우면산 터널이 부담을 안고 주주에 빌린 고리채가 해소되면서 운영수익이 발생했다. 우면산 터널 적자의 대부분은 20%이율로 빌리고 지연지급시 25% 복리로 가산되는 고액 이자에서 나왔기에 앞으로 우면산 터널은 흑자운영할 가능성이 커졌다. 또한  3000원 추가요금 인상 계획이 철회되면서 2033년까지 요금은 2500원으로 동결되었다. 서울시, 우면산터널 MRG 폐지...2033년까지 통행료 동결

## 통행료
2011년 12월 17일 인상된 요금 기준이다.
| 구분   | 통행료  | 해당 차량                        |
| ------ | ------- | -------------------------------- |
| 경차   | 1,250원 | 배기량 1000cc 이하 자동차        |
| 소형차 | 2,500원 | 승용차, 승합차, 10톤 이하 화물차 |
| 중형차 | 2,500원 | 승용차, 승합차, 10톤 이하 화물차 |

## 주의사항
- 가스나 석유와 같이 가연성 물질을 운반하는 차량과 10톤 이상 화물차는 이곳을 통과할 수 없다.
- 예술의 전당 바로 아래를 통과하기 때문에 소음문제로 인하여 최고 제한 속도는 60km/h이다.

## 접속하는 도로
- 봉담과천도시고속화도로
- 국도 제47호선
- 서울특별시도 제31호선
- 반포대로

## 같이 보기
- 우면산로
- 맥쿼리 그룹
- 우면산인프라웨이
- 한국교직원공제회
- 강남순환로